# HD 1086
HD1086 є хімічно пекулярною зорею спектрального класу
A0 й має видиму зоряну величину в
смузі V приблизно  9.8.
Вона знаходиться  у сузір'ї Кита й розташована на відстані
близько 90 світлових років від Сонця.